# National Express East Anglia
National Express East Anglia – dawny brytyjski przewoźnik kolejowy, posiadający koncesję na obsługę połączeń podmiejskich i regionalnych oraz części połączeń kategorii InterCity na terenie wschodniej Anglii. 
Okres koncesyjny rozpoczął się 1 kwietnia 2004 i pierwotnie miał trwać do 31 marca 2011. We wrześniu 2010 został przedłużony o 28 tygodni, czyli do listopada 2011. W styczniu 2011 ogłoszono jego kolejne przedłużenie, do 5 lutego 2012. National Express Group nie znalazła się na liście trzech oferentów dopuszczonych do drugiego etapu przetargu na nową koncesję obejmującą ten obszar, w którym na nowego operatora kolejowego wyłoniona została spółka Greater Anglia.  
Oficjalna nazwa firmy to London Eastern Railway. Od początku swej działalności do lutego 2008 działała pod marką one. Późniejsza marka przyjęta została w związku z procesem ujednolicania marek w całej grupie transportowej National Express Group, do której należy firma.

## Tabor
Na tabor firmy składały się następujące jednostki:
- British Rail Class 90 (15 sztuk)
- British Rail Class 153 (5 zestawów)
- British Rail Class 156 (9 zestawów)
- British Rail Class 170 (12 zestawów)
- British Rail Class 315 (61 zestawów)
- British Rail Class 317 (60 zestawów)
- British Rail Class 321 (77 zestawów)
- British Rail Class 360 (20 zestawów)
- British Rail Mark 3: ponad 100 wagonów pasażerskich i ok. 15 wagonów typu British Rail DVT

## Galeria

Mapa  linii kolejowych obsługiwanych przez firmę (stan na 2010 rok)
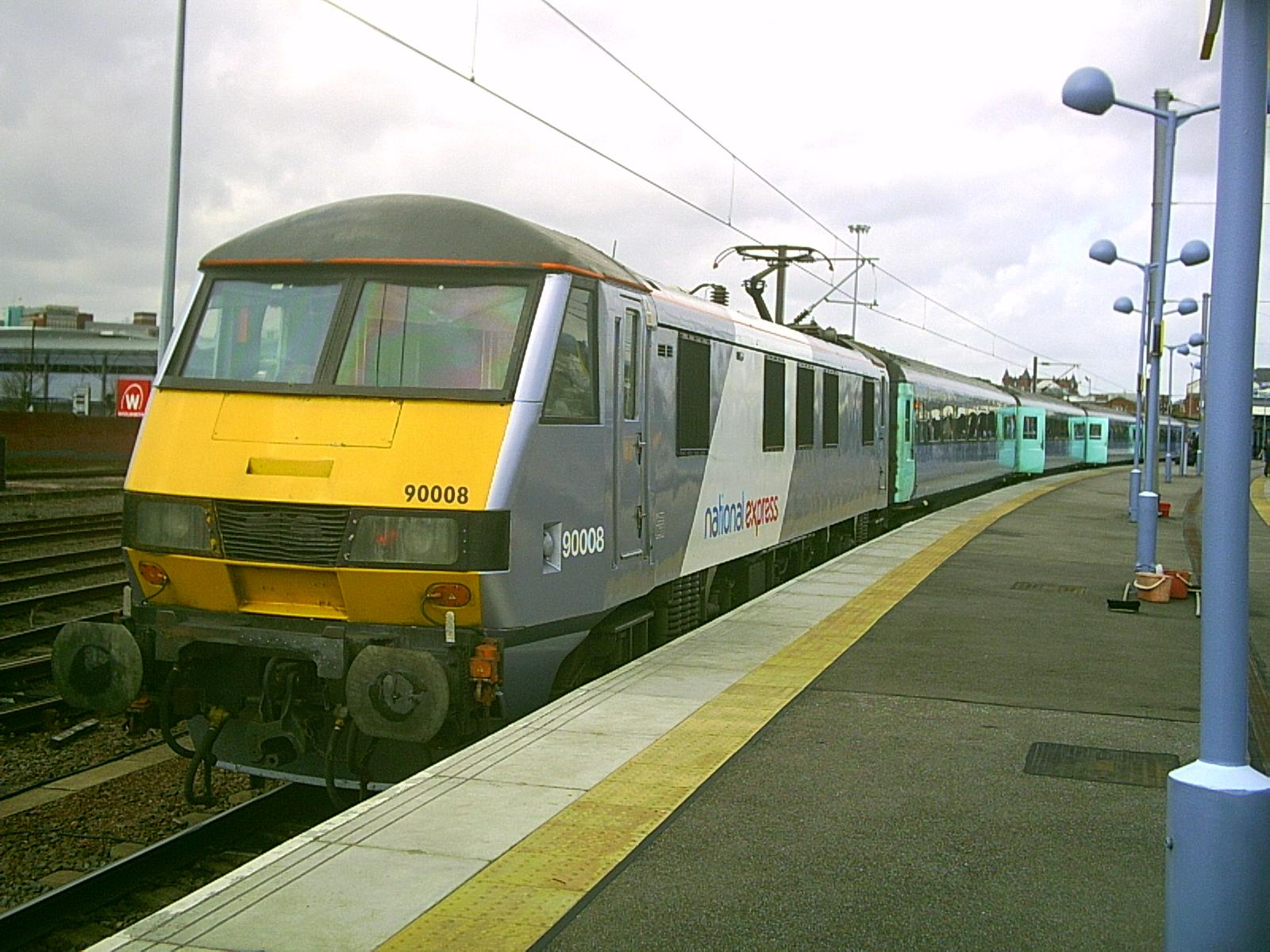
Lokomotywa typu British Rail Class 90 w barwach firmy
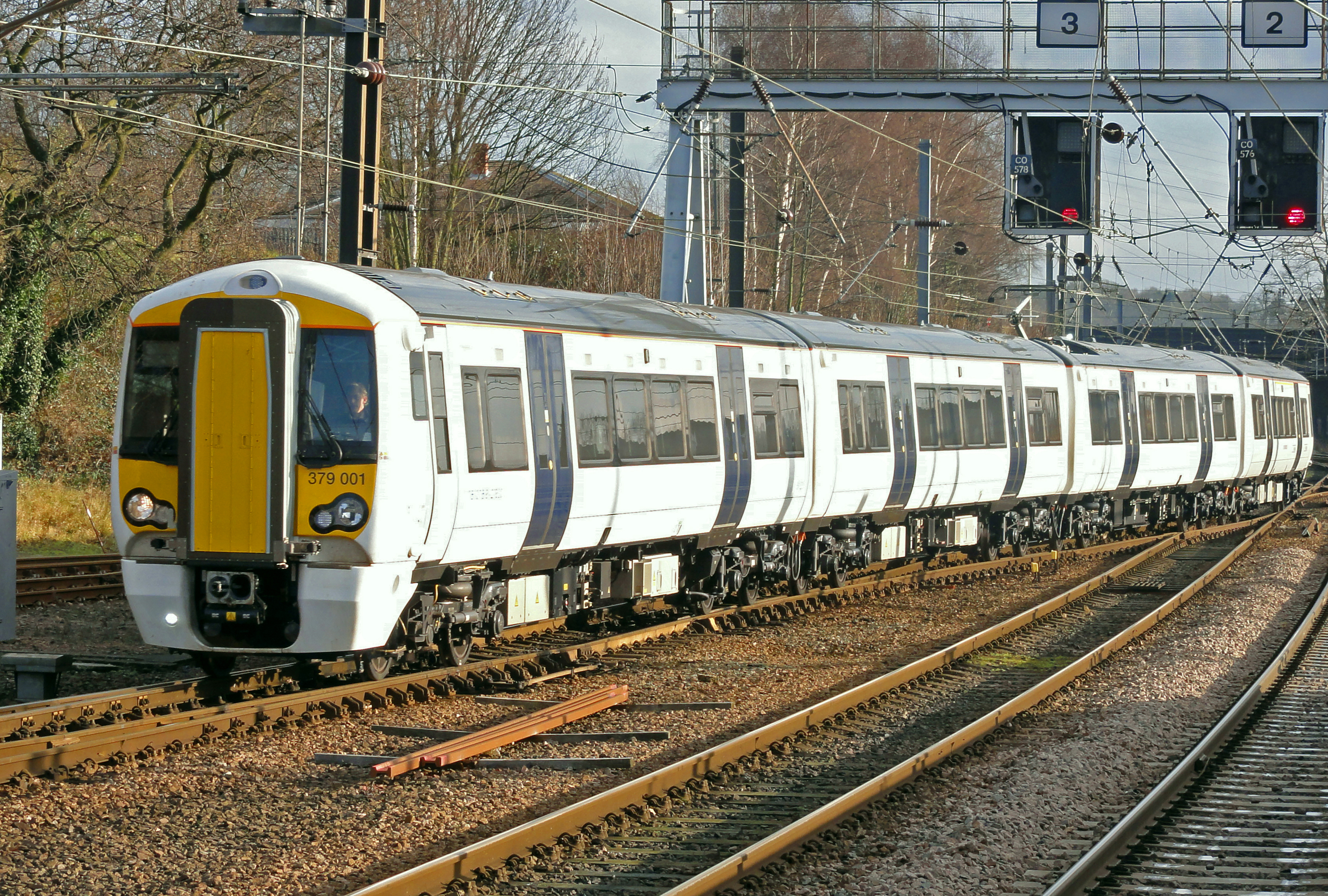
Pociąg British Rail Class 379
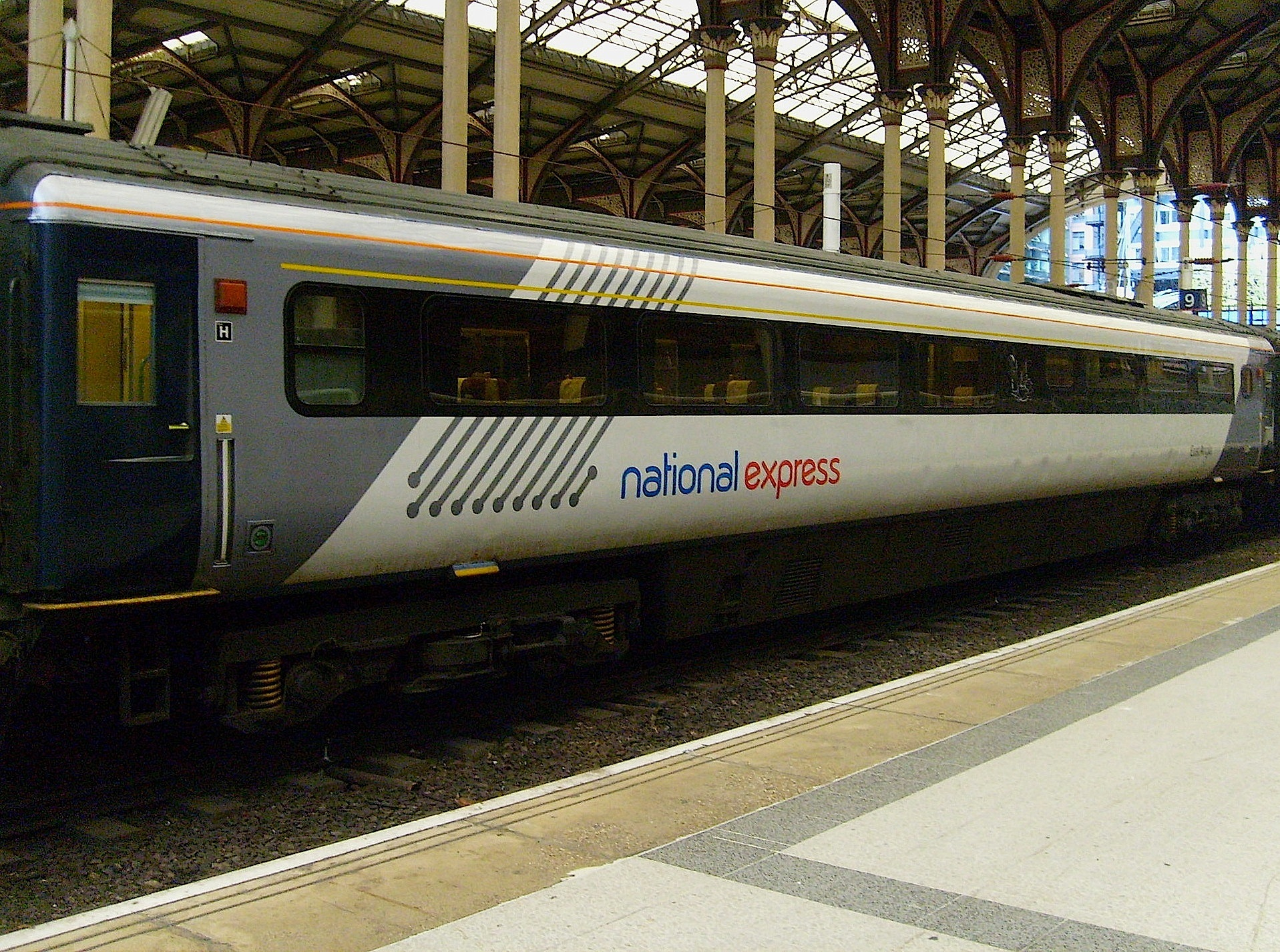
Wagon pasażerski typu Mark 3 w malowaniu firmy